# Heinrich Levin von Wintzingerode

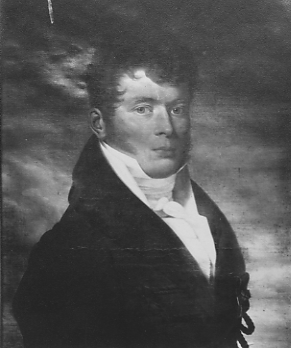
Ölgemälde von Albert Grégorius, ca. 1811, verschollen

Graf Carl Friedrich Heinrich Levin von Wintzingerode (fälschlich auch Heinrich Karl Friedrich Levin von Wintzingerode, * 16. Oktober 1778 in Kassel; † 15. September 1856 in Bodenstein) war ein württembergischer Diplomat, Staatsminister sowie Erb- und Gerichtsherr zu Bodenstein.

## Herkunft und Jugend
Wintzingerode war der Sohn des württembergischen Kabinettsministers Georg Ernst Levin Graf von Wintzingerode. Er wuchs als Stiefsohn der Landgräfin Philippine von Hessen-Kassel auf und unterhielt in seiner turbulenten Jugend enge Beziehungen zu deren Neffen Prinz Louis Ferdinand von Preußen. In Berlin wurde er von Friedrich Kirmeyer als Pianist ausgebildet. Seine Erfolge bewirkten, dass fortan auch die damalige Kronprinzessin Luise von Kirmeyer unterrichtet wurde. 1802 folgte er seinem Vater in den württembergischen Staatsdienst und wurde nacheinander Regierungsrat, Kammerherr, Kreishauptmann in Öhringen, Gesandter in Karlsruhe und München.

## Württembergischer Diplomat
1810 wurde er zum Bevollmächtigten Minister und Gesandten in Paris ernannt, wo er Württembergs Interessen gegenüber Napoleon energisch zu vertreten suchte. 1814 wechselte er ins Hauptquartier der Alliierten, machte im Gefolge des Zaren Alexander I. den Frankreichfeldzug mit, unterzeichnete für Württemberg den Ersten Pariser Frieden, ging mit dem Zaren nach London und wurde anschließend als Gesandter nach Sankt Petersburg geschickt, wo er den St. Annen-Orden 1. Klasse erhielt. 1815 begleitete er Alexander I. erneut, um Napoleon nach den Hundert Tagen endgültig zu stürzen. 1816 trug ihm König Friedrich den Posten des Innenministers an, den er aber infolge des kurz darauf erfolgten Thronwechsels nicht annahm, sondern von König Wilhelm I. zum Gesandten in Wien ernannt wurde.

## Außenminister des Königreichs Württemberg
1819 wurde er entgegen seinen Wünschen zum Staatsminister des Äußeren berufen, vom 17. Mai 1819 bis 2. Oktober 1823 war er damit auch Mitglied des Geheimen Rats und verfolgte eine liberal grundierte Realpolitik. Er nahm im August 1819 an der Karlsbader Konferenz teil. Als einziger der anwesenden Außenminister protestierte er gegen die reaktionären Karlsbader Beschlüsse zur Demagogenverfolgung. Er sah in ihnen eine Gefahr für die Akzeptanz der Regierungen des Deutschen Bundes in der Bevölkerung und eine Quelle neuer Unruhen. Außerdem betrachtete er die Beschlüsse als Eingriff in die Souveränität der Mitgliedstaaten des Deutschen Bundes.
Erfolgreich war dagegen sein Widerstand gegen den Versuch Metternichs, den Artikel XIII der Deutschen Bundesakte dahingehend zu interpretieren, liberale Repräsentativverfassungen in den Ländern des Deutschen Bundes auszuschließen und lediglich landständische Verfassungen zu gestatten. Er sah es als Treubruch gegenüber dem Volk, ihm den 1815 versprochenen Anteil an der Souveränität vorzuenthalten. Damit machte er sich zu Beginn seines Ministeriums zum Wortführer der liberalen Ambitionen der süddeutschen Staaten.
Gegen die Pläne König Wilhelms I. von Württemberg zu einer Triaspolitik, welche die süddeutschen Mittelstaaten stärken sollte, setzte er sich vergeblich zur Wehr. Sie kulminierten in der Affäre um das „Manuskript aus Süddeutschland“, welches zur diplomatischen Isolation Württembergs führte.

## Privatmann und preußischer Parlamentarier
Darüber kam es 1823 zum Bruch zwischen dem König und seinem Außenminister, der sich fortan auf seinem Stammschloss Bodenstein und in Göttingen der Musik, der Komposition, der politischen Publizistik und seinen umfangreichen Memoiren widmete. Nach der Göttinger Revolution im Januar 1831 beriet er den Statthalter Herzog Adolph Friedrich von Cambridge. Er vertrat dabei die Position, man müsse zwar mit Strenge gegen Rebellionen vorgehen, danach aber Milde walten lassen und die berechtigten Forderungen aufgreifen. Kurz darauf wurde der Herzog von Cambridge Vizekönig von Hannover und bot Wintzingerode nach dem Rücktritt des Grafen Münster den Posten des Kabinettsministers an, den dieser jedoch ausschlug. Neben privaten Gründen führte er an: „Da ich Ausländer bin und als liberal gelte, hätte ich alles gegen mich, was in diesem Land Einfluss hat. Gestützt würde ich nur von einem Prinzen, der zwar in der Tat recht gut ist, jedoch schwach und allen Einflüssen unterworfen.“
Seit den späten Zwanziger Jahren betätigte er sich als ständischer Parlamentarier in seiner Heimat. Er gehörte 1847/48 dem preußischen Ersten bzw. Zweiten Vereinigten Landtag an, nachdem er zuvor mehrfach als Abgeordneter für den Eichsfelder Adel in den Provinziallandtag der Provinz Sachsen gewählt wurde. In beiden Parlamenten vertrat er Positionen, die zwischen Hochkonservatismus und ständischer Liberalität changierten. Während der Märzrevolution 1848 musste er vorübergehend vor den Aufständischen nach Göttingen fliehen.

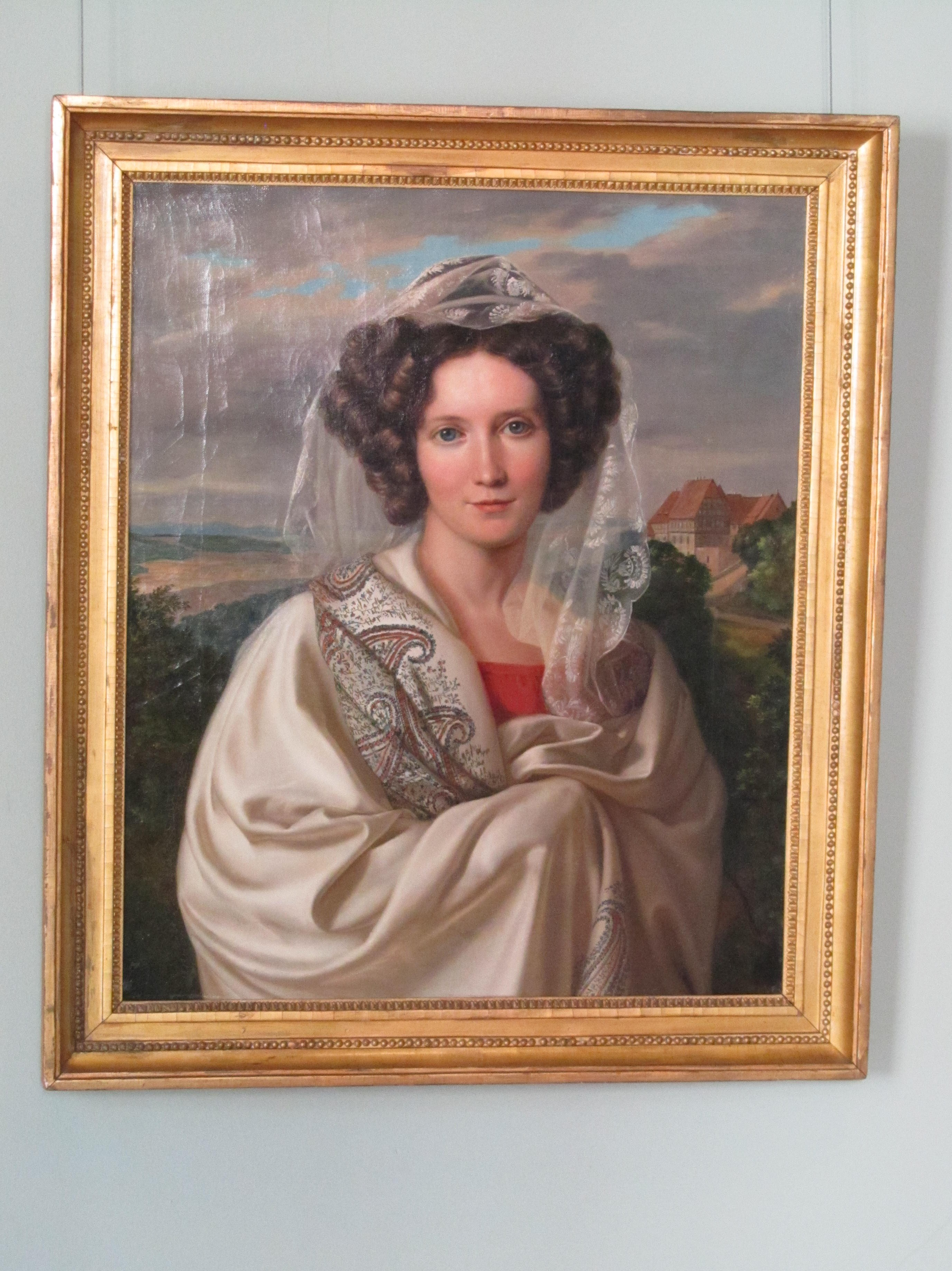
Aeone Gräfin von Wintzingerode, geb. Freiin vom Hagen (1800–1835), Gemälde von Carl Oesterley d. Ä., ca. 1830

Heinrich Levin Wintzingerode war in erster Ehe mit Lady Diane Jane King, Tochter des Earl of Kingston, verheiratet, in zweiter Ehe mit Aeone Freiin vom Hagen. Sein dritter Sohn Wilko Levin Graf von Wintzingerode war von 1876 bis 1900 Landeshauptmann der preußischen Provinz Sachsen.
Heinrich Levin Wintzingerode hat etwa 40 Kompositionen hinterlassen, darunter Vertonungen von Gedichten Goethes und Schillers sowie seiner Cousine Amalie von Wintzingerode. Diese Werke werden in der Herzogin Anna Amalia Bibliothek in Weimar aufbewahrt. Dort galten sie nach dem Brand am 2. September 2004 zunächst als verloren. Im Zuge der Restaurierung des geborgenen Materials stellte sich jedoch heraus, dass der größte Teil wahrscheinlich doch gerettet werden kann. Die einzige gedruckt vorliegende Komposition ist die Vollendung der Vertonung von „Johannens Abschied“ aus Schillers Jungfrau von Orléans. Sie war von Johann Rudolf Zumsteeg begonnen worden, der mit Wintzingerode befreundet war und dessen Witwe mit den Gewinnen aus der fertigen Komposition unterstützt wurde.